# Тёрка

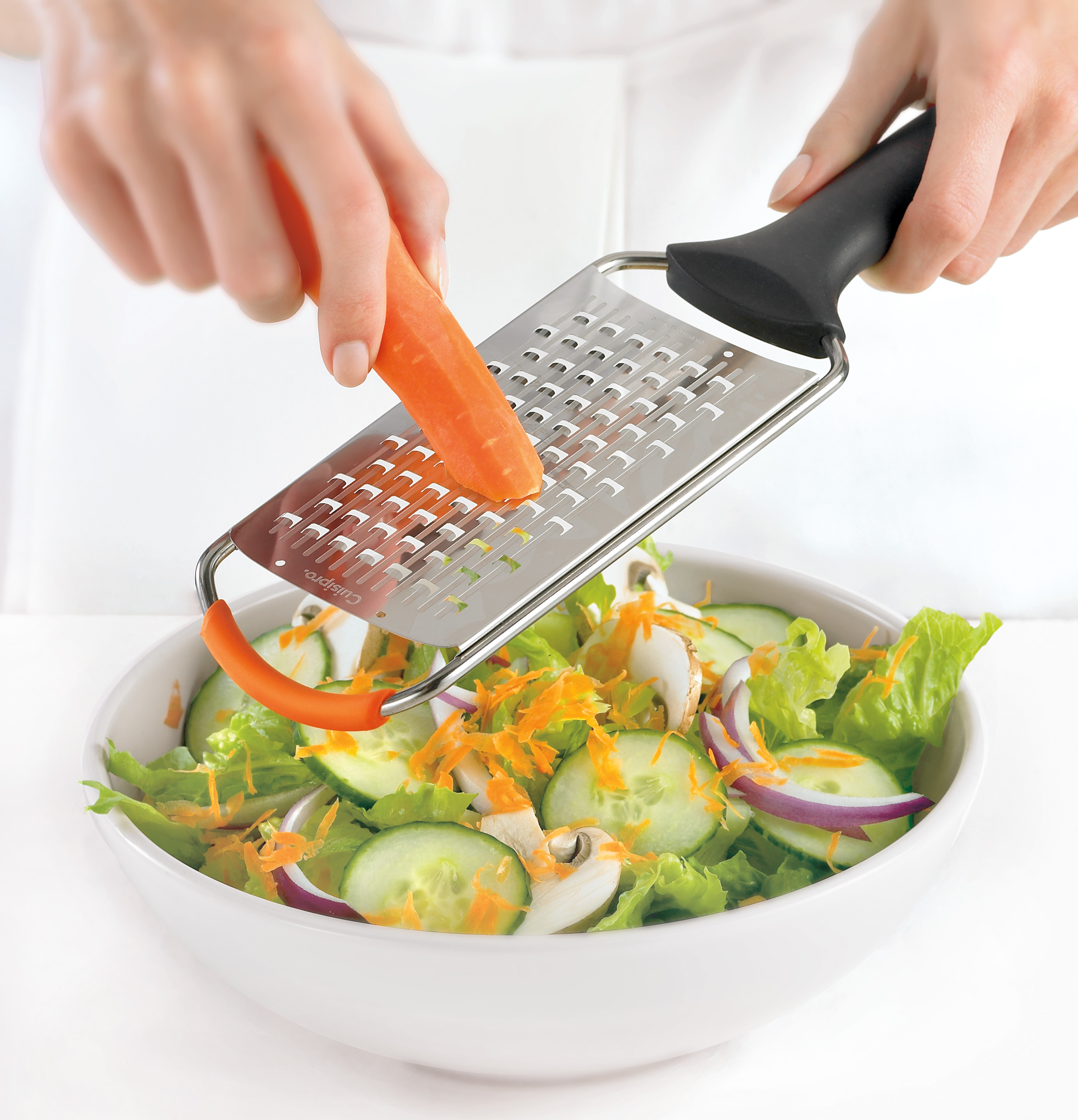
Натирание моркови на ручной плоской крупной тёрке

Тёрка хозяйственная — кухонный инструмент для измельчения (натирания) пищевых продуктов: овощей, сыра и других.
Поверхность тёрки обычно имеет множество отверстий с прилегающими к ним зубцами. Зубцы выполняют функцию резцов, а сквозь отверстия проходит измельчённый продукт. Для разной степени измельчения тёрки часто имеют несколько плоскостей с зубцами разных форм и размеров. Некоторые виды тёрок не имеют отверстий, у них есть только зубцы. Также существует вид тёрок с прямоугольным резаком и прямоугольным отверстием. Существуют тёрки со съёмным контейнером для сбора измельчённого продукта, минуя соприкосновение с другими поверхностями. Такие варианты хороши для марких и сокосодержащих продуктов. Те же принципы, что и в тёрке, используются в овощерезке.
Прототип современной тёрки для сыра изобрёл в 1540-е годы француз Франсуа Бульер для решения задачи измельчения твёрдых сортов сыра.
Тёрки также могут быть иного предназначения, к примеру косметологические для обработки мозолей, или в виде разновидности рашпиля, строительно-отделочные и т. д.

## Использование

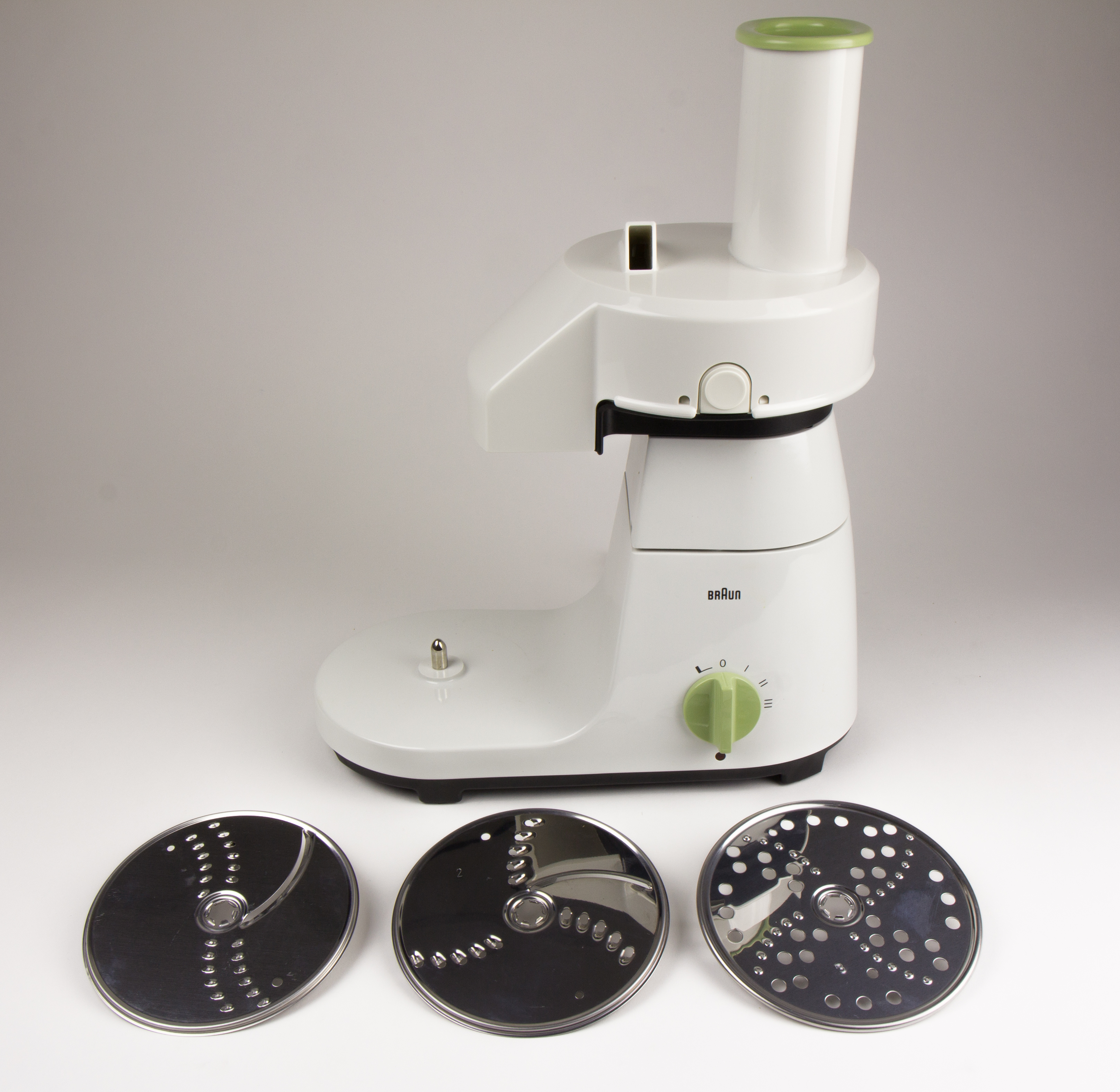
Вариант двусторонних сменных насадок тёрок-шинковок кухонного комбайна (в зависимости от рабочей стороны установки, насадка используется как тёрка или как шинковка)

### Приготовление пищи
Существуют самые разные виды тёрок (прежде всего, по степени разновидности натирания продуктов), в связи с чем их можно использовать в приготовлении самых разных видов пищи.  Чаще всего на них натирают варёные или сырые овощи, сыр, а также кожуру лимона или апельсина (для получения цедры) и некоторые мягкие продукты (например, яйца). Среди известных блюд, в приготовлении которых используется тёрка, можно назвать тосты с сыром, салаты с яйцами, а также блюда, содержащие сырный соус (макароны с сыром, цветная капуста с сыром и др.).
В славянской кухне тёрки широко используются для приготовления блюд из картофеля, таких, как драники/деруны и другие картофельные оладьи или, к примеру, бабки.
В тропических странах тёрки используют для измельчения копры (мякоть кокосового ореха). В странах Индостана их применяют для изготовления популярного десерта, морковного пудинга Gajar Ka Halwa.
Тёрки производят кусочки, которые шире в середине и уже на конце. Это позволяет готовить измельчённые продукты несколько иначе, чем однородные куски после обработки кухонного комбайна. К примеру, для картофельных оладий/панкейков гораздо лучше подходит именно картофель, натёртый вручную на тёрке.
Кроме ручных тёрок, тёрки могут в виде насадок входить в состав кухонных комбайнов, ручных блендеров, овощерезок.

## Виды тёрок

### По материалу режущей части
Режущая часть терок изготовляется из нержавеющей стали или пищевого пластика. Стальные тёрки являются более универсальными.

### По устройству режущей части
В зависимости от устройства режущей части тёрки разделяются на обычные и тёрки-шинковки. Обычные представляет собой перфорированную поверхность стали или пластика с выступающими насечками. Такой инструмент прост в изготовлении, производится посредством штамповки. Он обеспечивает высокую скорость работы, что связано с тем, что срезание кусков происходит по всей длине поверхности.
Основа тёрки-шинковки  представляет собой плоскую или рельефную пластину (материалы здесь варьируют), служащую направляющим упором для натирания; режущая часть здесь представлена отдельными ножами. Процесс натирания на такой тёрке длится дольше, чем на обычной: за одно движения срезается меньшего количества кусков. Узкие  (и зачастую полноценно закалённые) ножи таких тёрок отличаются значительной долговечностью, а также дольше сохраняют остроту. Наиболее известные примеры тёрок-шинковок — тёрки для моркови по-корейски.

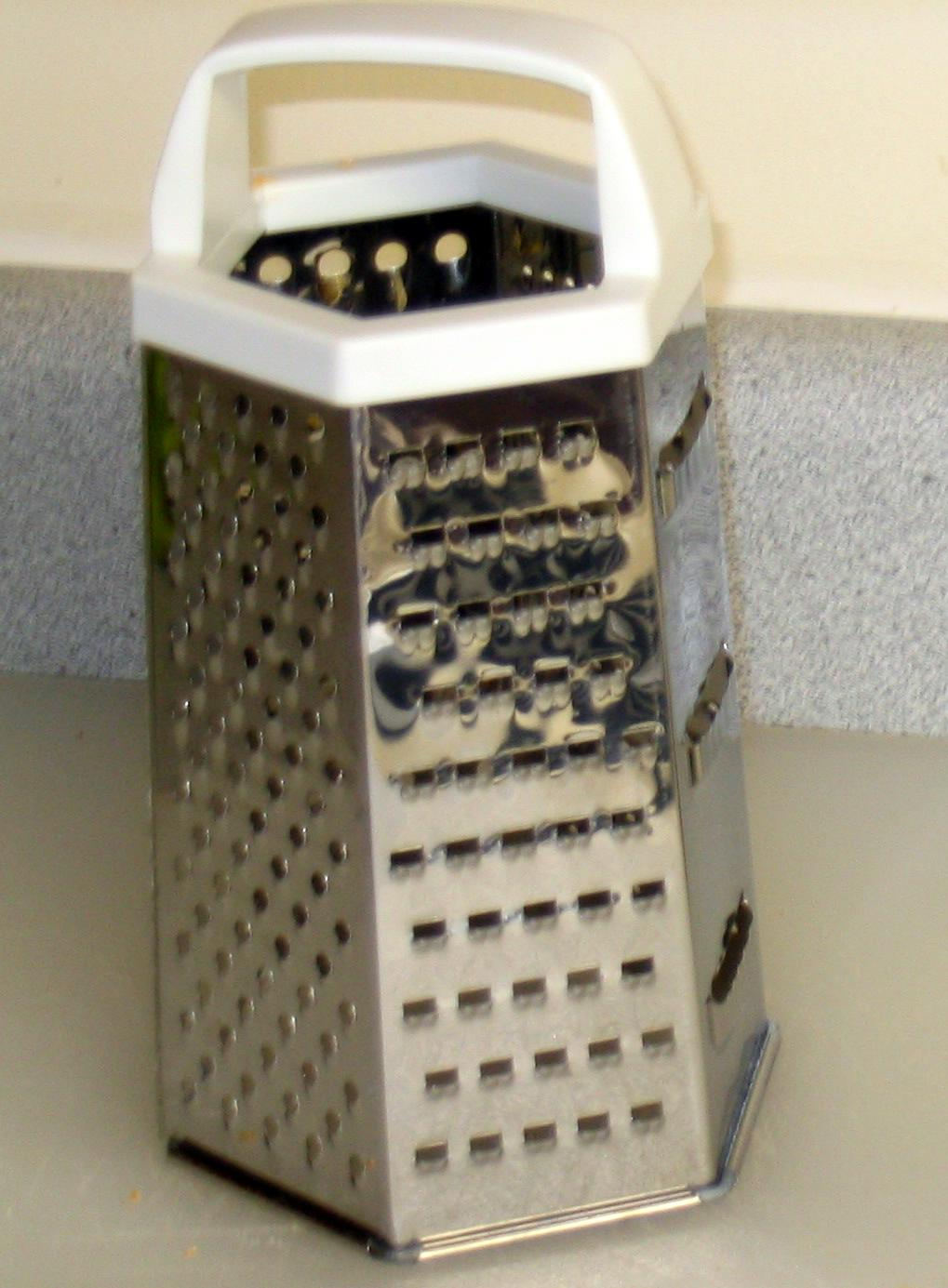
Ручная шестисторонняя пирамидальняя тёрка с шинковкой и 5 разного калибра и формы тёрками
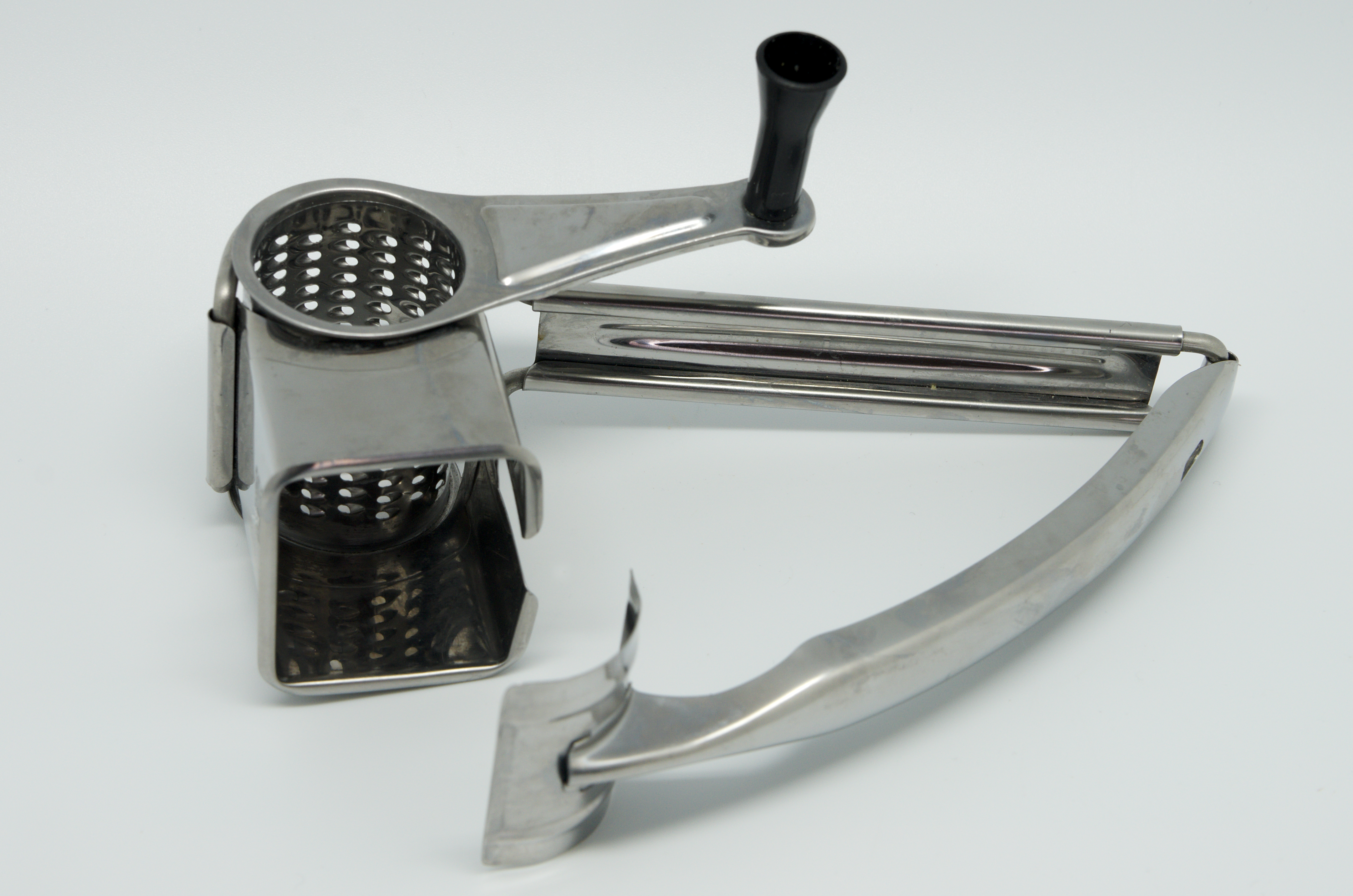
Ручная цилиндрическая тёрка
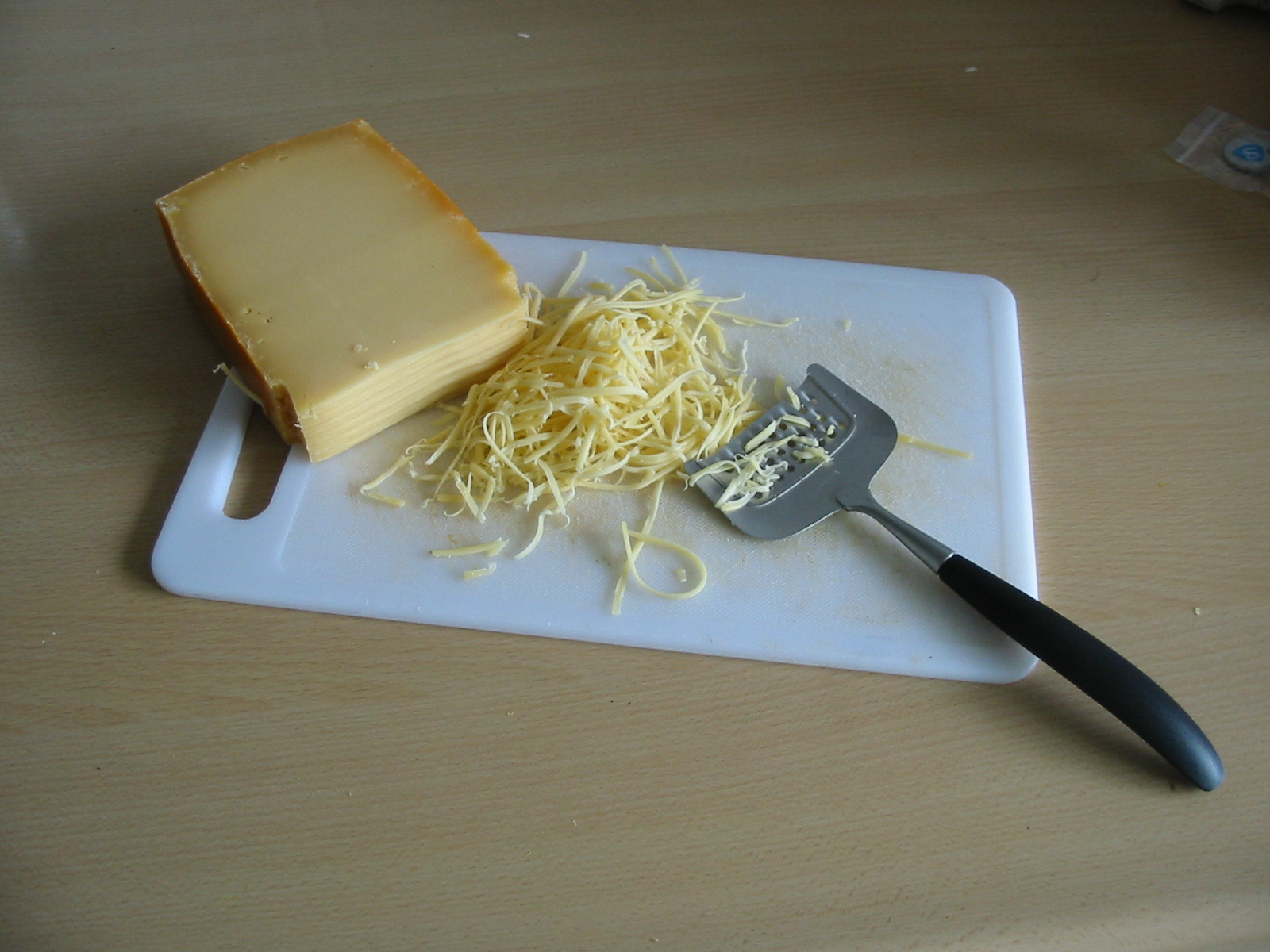
Ручная тёрка для сыра
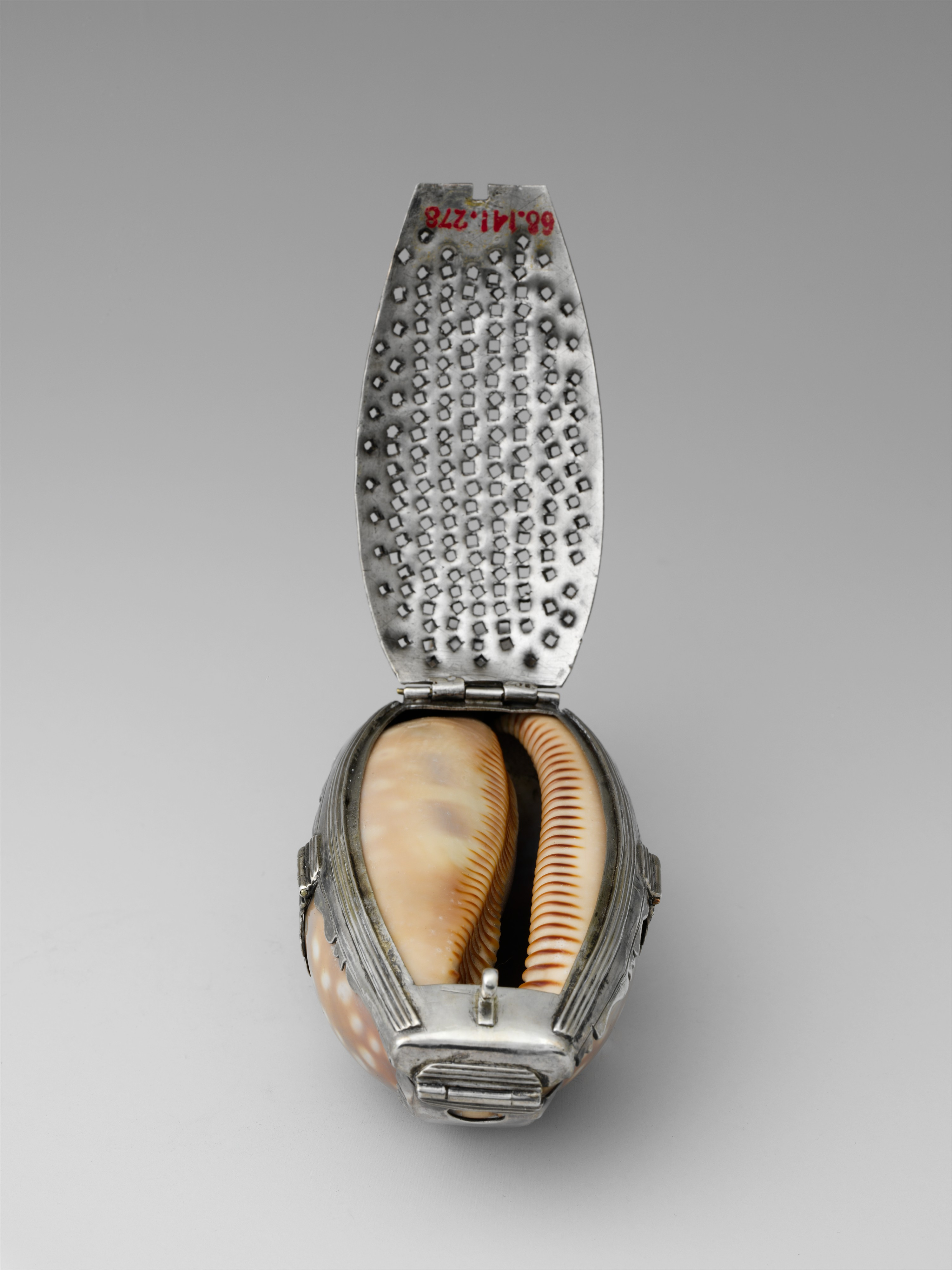
Серебряная тёрка для мускатного ореха[англ.] с корпусом-приёмником из ракушки моллюска
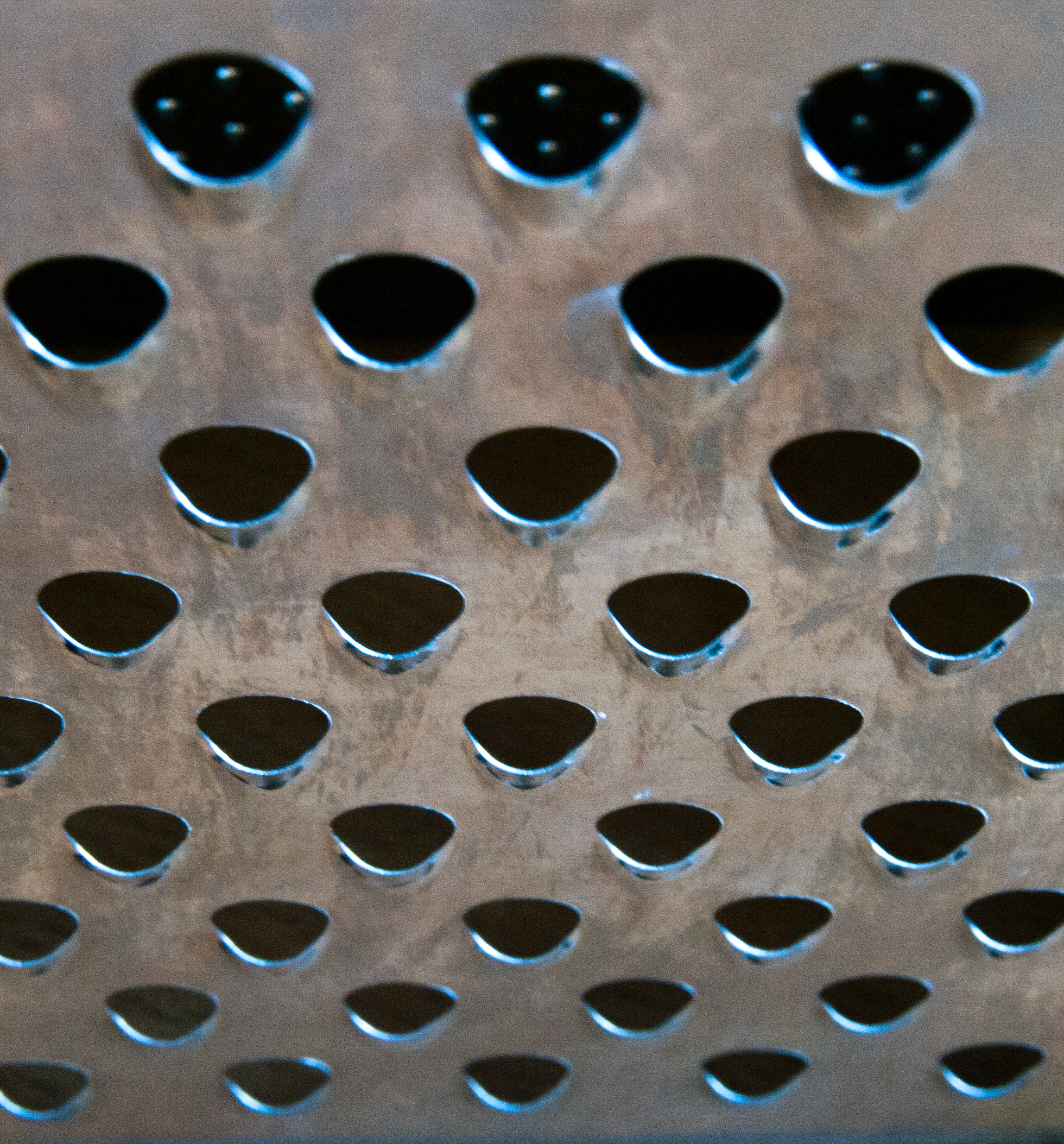
Поверхность тёрки с круглыми рельефно штампованными отверстиями
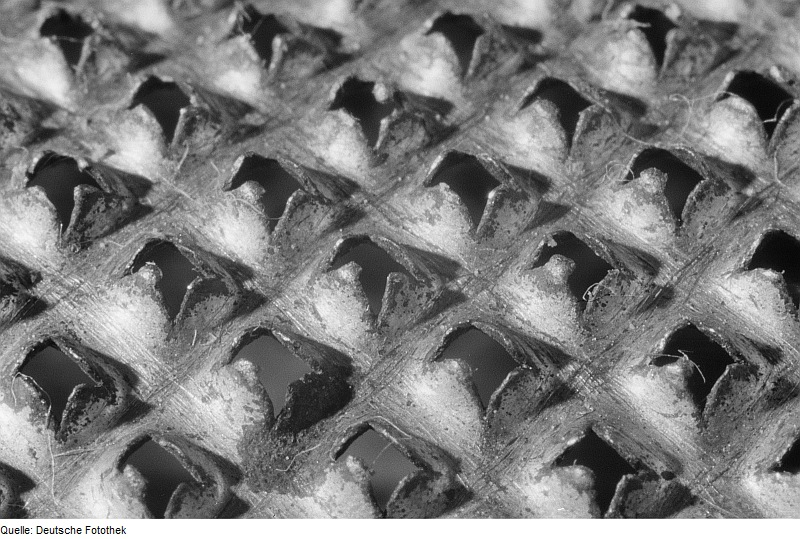
Поверхность мелкой тёрки с штампованно пробитыми отверстиями

## В массовой культуре
- Один из создателей серии комиксов «Черепашки-ниндзя» Кевин Истмен, при создании образа главного антагониста Черепашек Шреддера («Измельчитель»), использовал дизайн тёрок для сыра при как прообраз брони суперзлодея. Более того, изначально его имя звучало как Grate Man («Человек-Тёрка»)[7].
- Болельщиков из Висконсина (как и самих жителей штата) часто называют cheesehead («сырные головы»; это связано с тем, что в штате развито производство молочных продуктов); на матчи они иногда надевают головные уборы из сыра. В 2013 болельщики конкурирующей команды из Миннесоты ответили на это, надев на головы тёрки для сыра[8].